# Fuentecambrón
Fuentecambrón es una localidad y municipio español de la provincia de Soria, 
partido judicial de El Burgo de Osma, comunidad Autónoma de Castilla y León. Pertenece a la comarca de Tierras del Burgo.
Desde el punto de vista jerárquico de la Iglesia católica forma parte de la diócesis de Osma la cual, a su vez, pertenece a la archidiócesis de Burgos.

## Geografía
Integrado en la comarca de Tierras del Burgo, se sitúa a 87 kilómetros de la capital provincial. El término municipal está atravesado por la carretera  N-111  entre los pK 83 y 90. 
El relieve del municipio es predominantemente llano con algunas elevaciones aisladas, pero situado a gran altitud, propio de la Meseta Norte, en la transición entre las montañas del Sistema Central y el valle del Duero. Por su territorio discurren algunos arroyos pertenecientes a la cuenca del Duero. La altitud del municipio oscila entre los 1077 metros en un cerro en el límite con la provincia de Segovia (El Estepar) y los 930 metros en la orilla del río Pedro, al sureste, en el límite con San Esteban de Gormaz. El pueblo se alza a 1025 metros sobre el nivel del mar. 
| Noroeste: Miño de San Esteban | Norte: Miño de San Esteban | Noreste: San Esteban de Gormaz |
| Oeste: Langa de Duero         |                            | Este: San Esteban de Gormaz    |
| Suroeste: Languilla (Segovia) | Sur: Ayllón (Segovia)      | Sureste: San Esteban de Gormaz |

## Historia

Término municipal de Fuentecambrón.

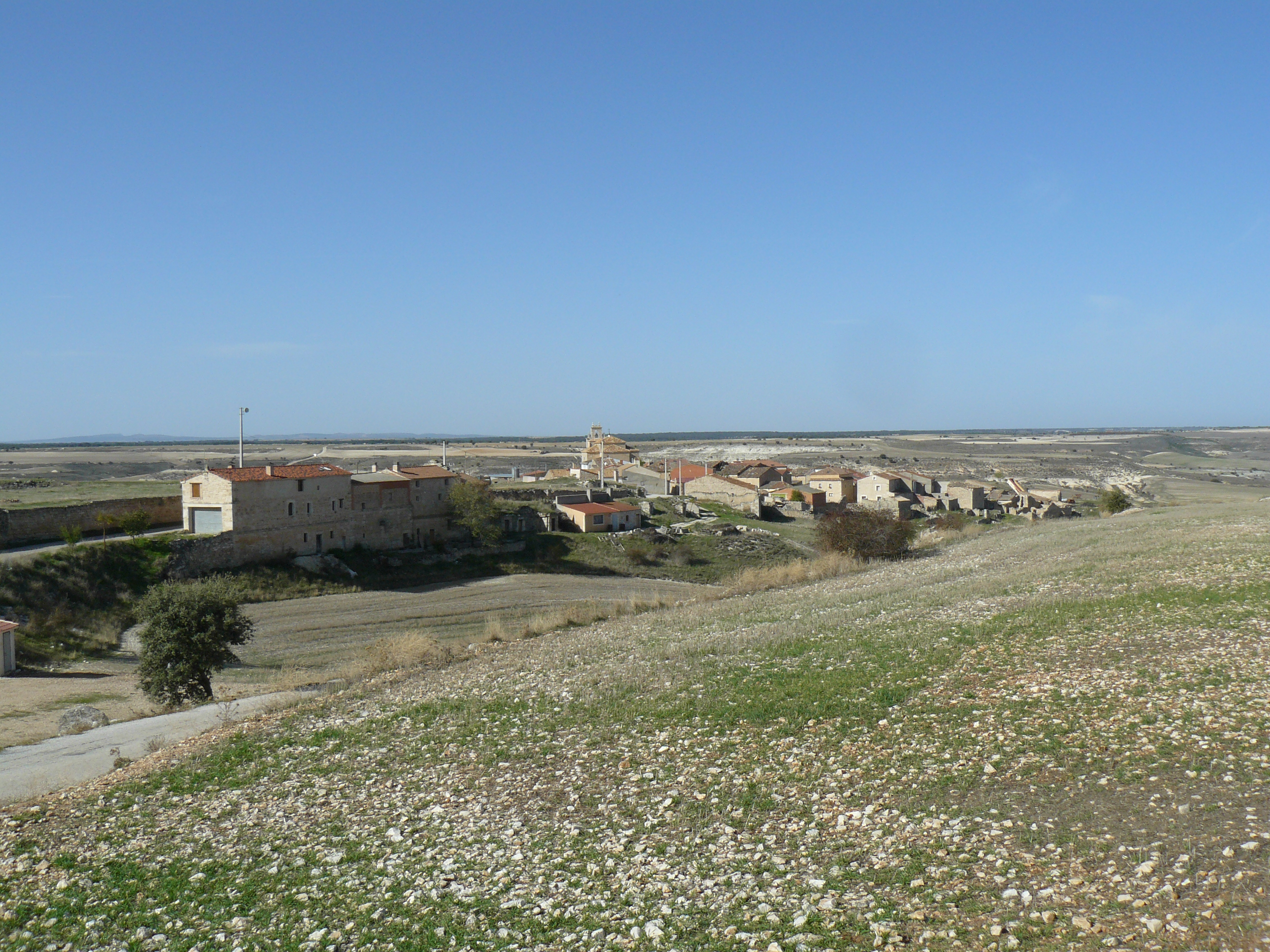
Vista de la localidad.

Tras la desaparición de Santuy, su término fue dividido entre los correspondientes a las localidades limítrofes de Torraño, Fuentecambrón y Piquera de San Esteban.
En el censo de 1787, ordenado por el conde de Floridablanca, figuraba como lugar del Partido de San Esteban de Gormaz en la Intendencia de Soria, conocido entonces como Fuente Cambrón, con jurisdicción de señorío y bajo la autoridad del alcalde pedáneo, nombrado por la Marquesa de Villena. Contaba entonces con 139 habitantes.
A la caída del Antiguo Régimen la localidad se constituye en municipio constitucional en la región de Castilla la Vieja, partido de El Burgo de Osma que en el censo de 1842 contaba con 27 hogares y 132 vecinos.
A mediados del siglo XIX crece el término del municipio al incorporar a Cenegro.

## Geografía humana

### Demografía
Cuenta con una población de 32 habitantes (INE 2024).
| Gráfica de evolución demográfica de Fuentecambrón entre 1842 y 2021 |
| |
| Población de derecho según los censos de población del INE Población de hecho según los censos de población del INEEntre el censo de 1857 y el anterior, crece el término del municipio porque incorpora a 425030 (Cenegro) |

### Población por núcleos
| Núcleos       | Habitantes (2000) | Habitantes (2009) |
| ------------- | ----------------- | ----------------- |
| Cenegro       | 40                | 31                |
| Fuentecambrón | 36                | 17                |